# Hirschentanz
Der Hirschentanz (ursprünglich 644 m ü. NHN, durch Bergbau ist der Gipfel weitgehend abgetragen und der Berg nur noch 624 m ü. NHN hoch) ist ein dicht bewaldeter Basaltkegel südlich von Preisdorf im Oberpfälzer Landkreis Tirschenreuth und gehört zum Reichsforst im Fichtelgebirge.

## Geografie
Der Hirschentanz wird im Südwesten von der Autobahn A 93 und der Bahnstrecke Weiden–Oberkotzau von Pechbrunn und Steinwald getrennt. Rund 2,6 km südöstlich von ihm befindet sich die Ortschaft Großbüchlberg bei Mitterteich.

## Geologie
Zwischen Marktredwitz, Mitterteich, Konnersreuth und Seußen liegt ein großes Basalteruptionsgebiet. Es ist der flächenmäßig größte erloschene Vulkan im Fichtelgebirge. Im Miozän ist hier flüssiger Basalt durch den Granit und Phyllit emporgedrungen. Zur Zeit des Ausbruchs war die Landschaft hier relativ flach mit tief verwittertem Granitgestein im Untergrund. Aufsteigendes Magma kam in Kontakt mit dem Grundwasser und explodierte mit heftigen Eruptionen (phreatomagmatische Phase) Dabei wurden die hell gefärbten, feinkörnigen Ablagerungen aus dem Nebengestein Granit zusammen mit Basalt ausgeworfen. Sie bildeten einen flachen Kraterwall um die junge Trichterform des Vulkans.
Ein deutlicher Wechsel zu dunkel gefärbten, chaotischen Massen mit großen Blöcken aus Basalt kennzeichnet eine wichtige Veränderung in der Entwicklung des jugendlichen Vulkans. Immer weniger Grundwasser gelangte an den Explosionsort. Deshalb warf der Vulkan nun in unregelmäßigen Abständen Fetzen von Basaltmagma aus, die sich als poröse Schlacke über den Krater und seinen Außenwall legten (strombolianische Phase). Allmählich wurde der Vulkan ruhiger und die Explosionen hörten auf. Das Magma drang bis an die Oberfläche und bildete einen Lavasee im Krater. Bei seiner Erstarrung bildeten sich die charakteristischen Basaltsäulen. Weiterer Nachschub von Magma ließ den Krater überlaufen und Lavaströme ergossen sich in das Umland (effusive Phase).

## Wirtschaft
In der Gipfelregion befinden sich zwei große Basalt-Steinbrüche.

## Karten
- Bayerisches Landesvermessungsamt: UK 50-13 Naturpark Fichtelgebirge/Steinwald östlicher Teil, Maßstab 1:50.000